# Thames (Buenos Aires)
Thames es una localidad del centro-oeste de la provincia de Buenos Aires muy cerca del límite con la provincia de La Pampa; está situada en el partido de Adolfo Alsina, Argentina.

## Toponimia
Toma el nombre en homenaje a José Ignacio Thames, signatario del acta de la independencia.

## Población
Contaba con 25 habitantes (Indec, 2001), durante el censo nacional del INDEC de 2010 fue considerada como población rural dispersa..